# レンドフルール
『レンドフルール』は、アイディアファクトリーのオトメイトブランドより2015年8月20日に発売されたPlayStation Vita用女性向け恋愛アドベンチャーゲーム。

## 解説
本作は一般的なテキスト形式アドベンチャーゲームとは異なり、パラメータの変化やシナリオの分岐はラヴィールによって決まる。
たとえばレオンがハンカチを盗んだという事件が発生した際、最初に主人公は有益な情報を持っていそうなキャラクターを選択して聞き取りを行う。次に集めた情報のうち、有益なものを既定数セットし、レオンに話を聞く。
ラヴィールは、通常の会話と同じように対話形式で進行するが、主人公とラヴィールの相手にはゲージが設定されていて、制限時間つきの選択肢やコマンド入力によって数値が変化するようになっており、相手のゲージを空にした方の勝ちである。終盤はコマンド入力を中心としたタイムアタックモードが展開され、自分にとって有利な状況ほど制限時間も長くなる。

## あらすじ
かつて、世界は危機に陥ったが、女神は4人の騎士とともに、"グラース"という不思議な力を世界に与えて復興させた。
その後、女神は眠りにつき、その依代であるレーヌと地上から選ばれた4人の騎士により、世界は栄華を極めた。
あるときレーヌの座が空座となり、グラースの供給が止まってしまうという危機に直面するが、新たなるレーヌ・ヴィオレットが誕生し、4人の騎士が新たに選ばれた。
だが新たなる4人の騎士は、レーヌ不在の影響でヴィオレットとのかかわりを拒絶していた。グラース供給を再開させるためにも、ヴィオレットは彼らと絆を結びなおすことにした。

## 登場人物

### メインキャラクター
ヴィオレット
本作の主人公。パルテダームに住まう、女神の依代。落ち着いた性格で美しい容姿をしているが、箱入り娘故世間に疎い。シンボルは桜の花。
レオン
声 - 興津和幸
出身地：ピヴォワンヌ
北の騎士。貴族の出でありながら、放蕩に明け暮れていた。本来の花紋選出者から資格を無理やり奪って、北の騎士になったという経歴の持ち主。
ルイ
声 - 浪川大輔
出身地：カンパニュール
南の騎士。誰もが見惚れる容姿をしておりカンパニュールの王子だが、妾妃の子であり、退廃的な一面を持つ。希求の女神デジレの祝福を受けた。
ギスラン
声 - 近藤隆
出身地：クリザンテーム
東の騎士である武人。祖国では軍人として数々の武勲を挙げ、クリザンテームの怒れる刃の異名を持つ。誰に対しても厳しいが、認めた主に対しては忠誠を誓う。
オルフェ
声 - KENN
出身地：ウィエ
西の騎士。孤児として生まれ、祖国では吟遊詩人として各地を回っていた。明るく朗らかな性格の持ち主だが、ちょっぴり悪戯好き。
ユベール
声 - 杉田智和
パルテダームの宰相で、ヴィオレットの教育係。パルテダームの生き字引の異名を持ち、知略に長けているが、ヴィオレットには甘い。

### サブキャラクター

#### 蝶たち
茜（あかね）
声 - 藤村歩
ヴィオレットの世話人である双子蝶の一人。明るいようだが、嘘泣きが得意なうえ口を開けば過激な言葉が出る。
瑠璃（るり）
声 - 藤村歩
ヴィオレットの世話人である双子蝶の一人。茜よりはまともだが、隠ぺいを得意とする。
揚羽（あげは）
声 - 甲斐田裕子
緋牡丹の花紋の守護者である和装の美女。レオンの蝶（従者）だが、主従が逆転しており、レオンを尻に敷いている。
裏波（うらなみ）
声 - 村上和也
桔梗の花紋の守護者である青年。ルイとは仲良しのように見えて、互いに警戒し合っている。
褄紅（つまべに）
声 - 勝沼紀義
菊の花紋の守護者であり、左目を負傷した男性。
浅葱（あさぎ）
声 - 鷄冠井美智子
撫子の花紋の守護者。堅物なうえ、女性扱いされると機嫌を損ねる。

#### その他
ボン・ボヌール
声 - 佐藤友啓
パルテダームに住む花人で、美食を追求する料理研究家。
マダム・エンジュ
声 - 篠宮沙弥
パルテダームに住む花人で、花人たちのあこがれの的。
女神ミレーヌ
声 - ゆかな
かつて世界を救った女神。パルテダームを創造した後、長きにわたって眠っている。

## 世界観
パルテダーム
女神ミレーヌによってつくられた天上界で、その中心には生命の樹が生えている。
ソルヴィエル
グラースを糧に存在する地上界。4つの国が存在する。
ピヴォワンヌ
シンボル：緋牡丹
国土の8割が冷帯に属しており、冬の寒さはとりわけ厳しい。
カンパニュール
シンボル：桔梗
自然豊かな南国。
ウィエ
シンボル：撫子
水の豊かな島国。
クリザンテーム
シンボル：菊
軍事国家。

## 用語
グラース
パルテダームに生える生命の樹から産出されるエネルギー。
レーヌ
ミレーヌの依代。パルテダームの統治者であり、地上界にグラースをもたらす者。
騎士
地上から選出される4人の男。種人としての肉体を捨て、花人となり、各地へのグラースの中継役を担う。
花紋
パルテダームにある、グラースの結晶。
蝶
特別な花紋に宿る守護者で、地上4カ国の象徴となる花紋の守護者は四蝶と呼ばれ、騎士の従者となる。
種人
普通の人間。
花人
花紋から生まれる人間で、ミレーヌが種人を模して作った存在。食事や睡眠は本来必要とせず、あくまで嗜好品程度である。

## 主題歌
（全作詞 - 紺野比奈子 / 全作曲・編曲 - 松本慎一郎）
オープニングテーマ「まどろみの蕾」
歌 - love solfege feat.真理絵
挿入歌「l'entracte（ラントラクト）」
訳詞：Sebastien Jarry / 歌 - love solfege feat.綾野えいり
エンディングテーマ「moi-même（モアメーム）」
訳詞：Sebastien Jarry / 歌 - love solfege feat.綾野えいり

## 関連商品
CD
- レンドフルール オリジナルサウンドトラック（2015年8月26日発売、KDSD-00809）

書籍
- レンドフルール 公式ビジュアルファンブック（2015年10月31日発売、ISBN 978-4047330801）
- レンドフルール 公式ワールドガイドブック（2015年11月30日発売、ISBN 978-4047330894）
- レンドフルール アンソロジー（2015年11月30日発売、ISBN 978-4047308107）
- レンドフルール メモリアルブック（2016年6月30日発売、ISBN 978-4891993917）